# Stuntman (film 1968)
Stuntman è un film del 1968 diretto da Marcello Baldi.

## Trama
Uno stuntman cinematografico viene coinvolto in un complotto per rubare una statua di valore. Utilizzando le sue abilità acrobatiche, riesce a portare a termine il colpo. Ma ci sono doppi cross e tripli cross in corso.